# Musée historique de Crète
Le musée historique de Crète (en grec moderne : Ιστορικό Μουσείο Κρήτης / Istorikó Mouseío Krítis) est fondé par la Société des études historiques crétoises (en), en 1953.
Il est installé dans un bâtiment néoclassique d'une grande valeur architecturale, la maison A. & M. Kalokairinos, construite en 1903, dans la ville d'Héraklion, en Crète, en Grèce.
Les collections permanentes du musée mettent en lumière l'art et l'histoire de la Crète du IVe siècle jusqu'à la Seconde Guerre mondiale incluse. Elles sont classées par ordre chronologique et par sujet, et sont combinées avec du matériel visuel et multimédia. Elles comprennent des céramiques, des sculptures, des pièces de monnaie, des bijoux, des peintures murales, des icônes portables, des objets rituels, des manuscrits, des objets de famille, des tissages, l'intérieur reconstruit d'une maison rurale crétoise.

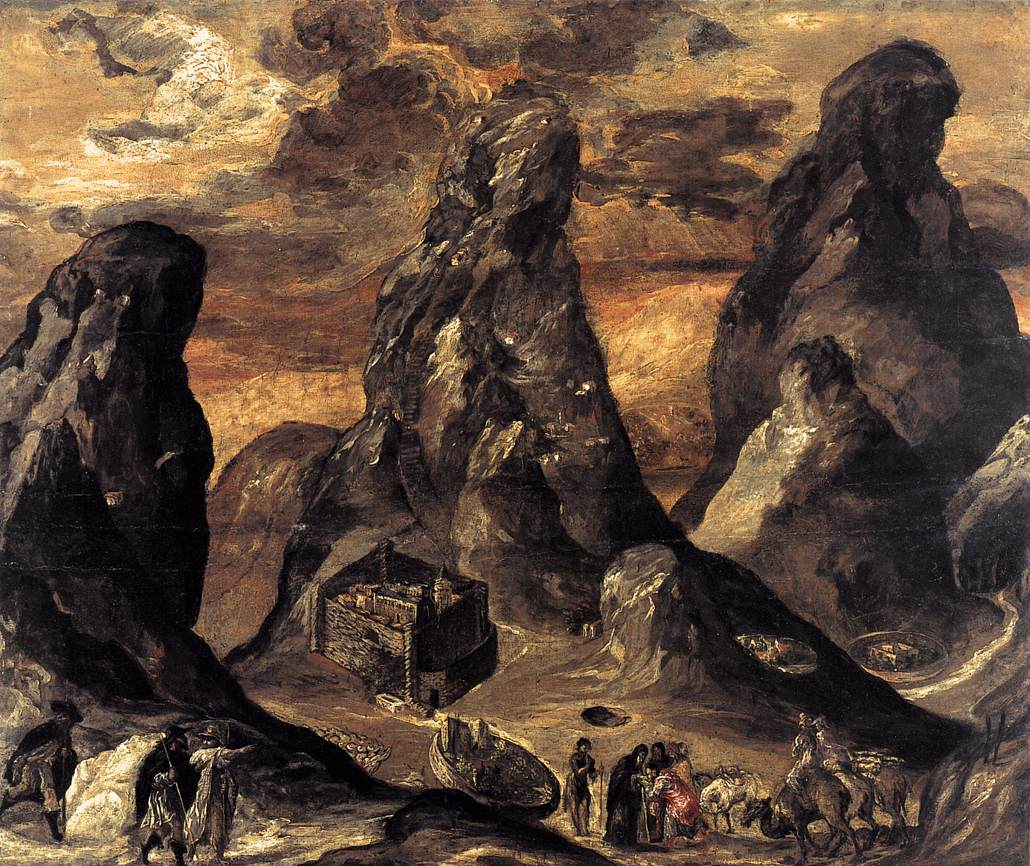
Vue du mont Sinaï de Le Greco.

Les plus belles pièces du musée sont deux tableaux de Doménikos Theotokópoulos, dit Le Greco, né en Crète : Le Le Baptême du Christ (1567) et Vue du mont Sinaï (1570-1572), les seules œuvres de l'artiste qui se trouvent actuellement en Crète. Une autre exposition exceptionnelle est une maquette de 4×4 mètres de Chandax (Héraklion) datant du milieu du XVIIe siècle, à l'époque où la ville atteint son apogée, sous la domination vénitienne. La collection Níkos Kazantzákis est particulièrement intéressante. Elle comprend l'étude et la bibliothèque de la maison de l'auteur à Antibes, en France, des effets personnels, des manuscrits de ses œuvres, des premières éditions de livres en différentes langues.
Les salles d'exposition temporaire du musée historique de Crète accueillent des expositions sur des thèmes très variés (par exemple, en été 2012, la vie et l'œuvre du poète Odysséas Elýtis).
La bibliothèque du musée, qui comprend des éditions rares et de nombreux documents d'archives et de photographies, répond aux besoins des chercheurs et du grand public.

### Source de la traduction
- (en) Cet article est partiellement ou en totalité issu de l’article de Wikipédia en anglais intitulé « Historical Museum of Crete » (voir la liste des auteurs).